# Letramento Emocional no Campo Educacional
O conceito de letramento, tradicionalmente entendido como a capacidade de ler e escrever, tem se expandido nas últimas décadas para abranger uma variedade de habilidades que são essenciais para a plena participação no mundo contemporâneo. Nesse sentido, o letramento emocional pode ser considerado uma das formas mais importantes de letramento, pois envolve a competência de compreender, expressar e regular as próprias emoções, além de entender as emoções dos outros. Assim, a noção de letramento emocional transcende as habilidades cognitivas relacionadas à linguagem, englobando uma dimensão afetiva fundamental para o desenvolvimento humano e social.
A origem do conceito de letramento emocional está intimamente ligada ao campo da Inteligência Emocional (IE), um constructo que foi inicialmente definido por Mayer e Salovey (2007) como a capacidade de perceber, avaliar e expressar emoções de forma adequada, além de regular as emoções próprias e as dos outros de maneira eficaz. Essa definição, que fundamenta a compreensão contemporânea de letramento emocional, sugere que tal competência não apenas influencia o bem-estar pessoal e social, mas também tem implicações diretas para o desempenho acadêmico, profissional e para a qualidade das interações interpessoais.
No contexto educacional, o letramento emocional assume um papel central, uma vez que se reconhece que as emoções influenciam profundamente o processo de aprendizagem. De acordo com Barcelos (2015), no ensino de línguas, por exemplo, o domínio das emoções pode ser crucial para a construção de uma comunicação mais eficaz e empática. O letramento emocional, nesse sentido, não se limita ao desenvolvimento de habilidades emocionais individuais, mas também à capacidade de expressar e compreender emoções no contexto de uma interação social, como destaca a autora. Esse aspecto é particularmente relevante, pois a comunicação não verbal e emocional, muitas vezes, desempenha um papel tão significativo quanto as habilidades linguísticas em si.
Além disso, autores como Fernández-Berrocal e Díaz (2002) e Navas e Berrocal (2007) ressaltam que o letramento emocional envolve não apenas o autoconhecimento e a autoregulação emocional, mas também a empatia e a compreensão das emoções dos outros. A empatia, ou seja, a capacidade de perceber e compreender o estado emocional de outras pessoas, é uma competência chave para a construção de relações interpessoais saudáveis e colaborativas, sendo particularmente importante em ambientes multiculturais ou em situações que exigem a negociação e a resolução de conflitos.
Esse entendimento do letramento emocional como um processo interativo e relacional é corroborado por Fernández-Berrocal et al. (2009), que afirmam que a Inteligência Emocional, e por conseguinte o letramento emocional, deve ser entendida como um conjunto de habilidades interdependentes que se manifestam tanto em contextos individuais quanto em interações sociais. A capacidade de gerenciar e regular as emoções, aliada à habilidade de compreender o contexto emocional dos outros, é fundamental para o sucesso social e para a promoção de ambientes mais colaborativos e inclusivos.
Portanto, o letramento emocional deve ser reconhecido como uma forma de letramento que não apenas complementa as competências cognitivas tradicionais, mas também é essencial para o desenvolvimento integral do indivíduo. Ele facilita a aprendizagem ao promover a autorregulação e a empatia, contribui para a construção de uma sociedade mais empática e colaborativa e é um fator decisivo para o sucesso nas interações sociais e profissionais. Nesse sentido, integrar o letramento emocional nas práticas pedagógicas não apenas fortalece a educação acadêmica, mas também prepara os indivíduos para viver de maneira mais equilibrada e harmoniosa em sociedade.

## Definição e Conceito
O letramento emocional pode ser definido como a habilidade de reconhecer, compreender, expressar e gerenciar emoções de maneira equilibrada, tanto em situações individuais quanto em interações sociais. Esse conceito abrange o desenvolvimento de competências emocionais que promovem a empatia, o autocontrole e a convivência saudável, contribuindo para relações interpessoais mais harmoniosas e para o bem-estar individual.
Embora ainda não seja um termo consolidado na Linguística Aplicada, como aponta Barcelos (2015), o letramento emocional tem ganhado destaque na área da educação. Ele é entendido como uma competência essencial para o desenvolvimento humano, que envolve identificar, compreender, expressar e regular emoções de forma saudável e eficaz, fortalecendo tanto a dimensão pessoal quanto social.

## Origem e desenvolvimento do conceito
Fora do Brasil, o termo letramento emocional surgiu no contexto dos estudos sobre inteligência emocional, popularizados por Daniel Goleman nos Estados Unidos. Em sua obra de 1998, Goleman apresenta um referencial teórico que define a competência emocional por meio dos seguintes aspectos:
a) Autoconsciência: capacidade de reconhecer os próprios estados internos, preferências, recursos e intuições;
b) Autorregulação: habilidade de controlar impulsos internos, promovendo autocontrole, confiabilidade, consciência e adaptabilidade;
c) Motivação: capacidade de facilitar a iniciativa e manter o otimismo;
d) Competência social: inclui empatia e consciência dos sentimentos e necessidades dos outros.
No Reino Unido, os estudos sobre letramento emocional também se desenvolveram significativamente. Em 2003, a prefeitura de Southampton, elaborou um guia para promoção do letramento emocional nas escolas, Developing the Emotionally Literate School, o qual apresenta, dentre outros aspectos, os seguintes: Consciência dos sentimentos; Compreensão de emoções e suas relações com ações; Gestão de emoções; Promoção da autoestima; Empatia; Habilidades de comunicação e gestão de conflitos.

## Componentes do letramento emocional
De acordo com Matthews (2006), os componentes fundamentais do letramento emocional incluem:
a) Diálogo: habilidades para comunicação assertiva e reflexiva;
b) Tolerância à ambiguidade: capacidade de lidar com situações incertas de forma resiliente;
c) Capacidade de reflexão: desenvolvimento do pensamento crítico sobre as emoções e seus impactos.
Além disso, o letramento emocional envolve aprender habilidades corporais, como autodisciplina, consciência corporal, escuta ativa, assertividade e convivência em grupo.

## Dimensão afetiva, aprendizado e conceitos relacionados
Barcelos (2015) destaca que o letramento emocional vai além das capacidades cognitivas da linguagem para incorporar uma dimensão afetiva essencial. Isso é particularmente importante no contexto da aprendizagem, pois as emoções influenciam significativamente os processos educacionais.
O letramento emocional é um conceito multidimensional que reconhece a importância das emoções na formação de indivíduos e sociedades mais empáticas e equilibradas. Alguns dos conceitos relacionados a ele são:
a) Contágio emocional: termo de Hatfield et al. (1992), que descreve a tendência de espelhar inconscientemente as emoções alheias por meio de expressões faciais e posturas.
b) Pertencimento emocional: a criação de ambientes seguros e estimulantes que promovem o engajamento e a inclusão.
c) Andaime emocional: apoio oferecido por professores para ajudar os alunos a compreender e regular suas emoções, intensificando as positivas e minimizando as negativas.
d) Amor: inspirado por Freire (1996), que considera o respeito e a empatia como pilares da prática educativa.
Embora ainda em desenvolvimento, sua relevância no âmbito educacional e social reforça a necessidade de abordá-lo como parte fundamental de uma educação integral.

## Na Pesquisa: Um campo a ser explorado
O Letramento Emocional ainda é um campo emergente no Brasil com enorme potencial de pesquisa. Algumas abordagens relacionadas ao letramento já sinalizam caminhos promissores para futuras investigações sobre as emoções no contexto educacional. Por exemplo, estudos sobre projetos de letramento escolar destacam práticas reflexivas e colaborativas que, mesmo sem nomear explicitamente o letramento emocional, favorecem o desenvolvimento de habilidades socioemocionais através da leitura e escrita. 
A pesquisa sobre Letramento Emocional ainda está em fase inicial no Brasil, como demonstram os poucos trabalhos encontrados em plataformas acadêmicas como BDTD (Biblioteca Digital Brasileira de Teses e Dissertações), SciELO Brasil e Periódicos CAPES. Como a maioria dos trabalhos encontrados que tratam do Letramento Emocional foram publicados entre 2018 e 2022, a escassez de produções acadêmicas sobre o tema evidencia a necessidade de maior desenvolvimento e aprofundamento nesta área, especialmente considerando sua relevância para o ambiente educacional e o bem-estar social, bem como a criação de metodologias específicas para o ensino socioemocional e a avaliação de seus impactos no desempenho acadêmico e na convivência escolar.
O desenvolvimento de pesquisas sobre o letramento emocional é fundamental, considerando sua importância para a formação integral dos alunos. As competências emocionais, como autoconsciência, autorregulação e motivação, são cada vez mais reconhecidas como pilares essenciais para o sucesso pessoal e profissional. Nesse sentido, investir em estudos acadêmicos que explorem e consolidem práticas pedagógicas voltadas para o letramento emocional pode transformar a educação, tornando-a mais inclusiva e humanizada.
O crescimento das pesquisas nessa área tem o potencial de influenciar políticas públicas educacionais e de saúde, garantindo que o Letramento Emocional seja integrado de forma sistemática ao currículo escolar, fortalecendo o desenvolvimento social e emocional das futuras gerações.

## Na Extensão: Reflexões Docentes no Projeto FORPROLI-UFSB
A Universidade Federal do Sul da Bahia, por meio dos Institutos de Humanidades, Artes e Ciências dos campi Sosígenes Costa (IHAC-CSC), Jorge Amado (IHACCJA) e Paulo Freire (IHAC-CPF), no uso de suas atribuições e prerrogativas legais, abriu o curso Letramento emocional e formação de professoras/es de línguas, ação do Programa de Extensão Formação de Professoras/es de Línguas (FORPROLI): emoções, (de)colonialidades e ensino/aprendizagem, com o apoio da Pró-Reitoria de Extensão e Cultura (PROEX).
O curso busca fomentar o desenvolvimento de habilidades socioemocionais de professoras/es por meio de estudo dirigido e conversas críticas sobre o agir e emocionar o docente. Diante do elevado número de inscrições e da impossibilidade de atender a todos, foi criado o Canal no Youtube FORPROLI-UFSB para alcançar um maior número de pessoas. No Canal será possível acompanhar as palestras e participar do curso de forma on-line. O canal também foi criado para ser um espaço de compartilhamento de reflexões que podem ser acessadas posteriormente de forma assíncrona, contribuindo com a formação docente.
O FORPROLI, que significa "Formação de Professoras/es em Línguas", é um programa permanente de extensão e estudos idealizado pela professora Suellen Thomaz de A. Martins, e está sendo desenvolvido em colaboração com discentes, professoras/es de línguas dos três campi da universidade (CSC, CJA e CPF), além de colaboradoras/es externas/os que se dedicam à formação docente e ensino de línguas. Seu objetivo principal é promover momentos de reflexão sobre a prática docente, considerando a dimensão emocional dessa profissão e problematizando as colonialidades presentes no processo formativo e no ensino-aprendizagem de línguas.
A proposta do FORPROLI é proporcionar oportunidades para professoras/es em formação inicial ou continuada dos três campi, bem como das comunidades locais relacionadas, que incluem escolas públicas e privadas da rede básica de ensino na área de abrangência da universidade, possam desenvolver a reflexão crítica e decolonial por meio de conversações sobre a formação e atuação docente. Busca-se criar consciência sobre as emoções e ações no contexto de ensino-aprendizagem, bem como sobre os aspectos coloniais que influenciam a formação e identidade de professores/as e aprendizes de línguas. Através dessas reflexões, espera-se que as/os participantes possam modular suas ações, caso desejem, e se tornem mais conscientes dos impactos das relações coloniais no campo educacional.
O FORPROLI promoverá espaços de diálogo, rodas de conversa, palestras, oficinas, eventos etc. para que as/os participantes possam compartilhar suas experiências, refletir sobre suas práticas pedagógicas e explorar alternativas que promovam uma educação mais inclusiva e libertadora. A colaboração entre discentes, professoras/es de línguas da UFSB e externas/os da universidade, enriquecerá o programa, trazendo diferentes perspectivas e experiências para as discussões.
Ao abordar as dimensões emocionais da docência e as colonialidades presentes no ensino de línguas, espera-se que o FORPROLI contribua para o desenvolvimento profissional das/os participantes, fortalecendo seu agir/emocionar, sua capacidade de reflexão crítica e promovendo práticas pedagógicas mais plurais.

## No Ensino: Uma Abordagem Necessária e Inovadora
A discussão sobre o letramento emocional ganha cada vez mais espaço nos debates educacionais, especialmente no contexto brasileiro. A Base Nacional Comum Curricular (BNCC), documento que orienta a educação básica no país, reforça a importância de desenvolver competências socioemocionais nos estudantes apresentando competências, habilidades e objetivos que tratam desta temática em todos os anos de ensino. Entre as dez competências gerais da BNCC, que são apresentadas no início do documento, a oitava destaca o papel de conhecer e reconhecer emoções próprias e alheias, lidar com pressões e construir autoconhecimento e autorregulação emocional. Esse direcionamento evidencia a necessidade de educar além do aspecto cognitivo, promovendo um desenvolvimento integral dos alunos.
Nesse cenário, a Universidade Estadual de Santa Cruz (UESC), na Bahia, se posiciona como pioneira ao ofertar um componente curricular voltado exclusivamente para o letramento emocional. Trata-se de uma matéria optativa, mas inovadora por ser a primeira no Brasil a integrar essa abordagem de forma tão estruturada ao currículo universitário. A disciplina tem como foco principal desenvolver competências emocionais nos e nas discentes, tanto em aspectos pessoais quanto em suas interações sociais. Na prática, busca-se compreender as emoções como uma linguagem que complementa as formas tradicionais de expressão, promovendo uma convivência mais empática e resiliente no âmbito acadêmico e profissional.
A ementa da disciplina da UESC abrange conceitos como inteligência emocional, competência emocional e educação emocional. Esses tópicos são explorados tanto de maneira teórica quanto vivencial, buscando fomentar o desenvolvimento de habilidades socioemocionais dos e das discentes. Dessa forma, seu principal objetivo é capacitar os e as estudantes a compreender e lidar com suas emoções e as dos outros de maneira consciente e eficaz. De acordo com as referências previstas na disciplina, as emoções são vistas como um tipo de linguagem, em constante interação com a linguagem articulada, destacando sua relevância para a comunicação humana e o desenvolvimento pessoal.
Iniciativas como essa apontam para um futuro educacional mais alinhado às demandas contemporâneas, em que habilidades emocionais são tão cruciais quanto as cognitivas. Como destaca o educador Paulo Freire, "formar é muito mais do que puramente treinar o educando no desempenho de destrezas". A educação deve, portanto, ampliar horizontes e fomentar a construção de um indivíduo integral.
A disciplina da UESC, ao propor práticas de escuta sensível, construção de redes de apoio e acolhimento, exemplifica como o letramento emocional pode ser aplicado de forma prática na sala de aula. Esses elementos são essenciais para formar indivíduos mais preparados para lidar com os desafios emocionais e sociais do mundo atual. O letramento emocional, longe de ser uma habilidade inata, é uma competência a ser desenvolvida ao longo da vida. A inserção dessa abordagem nos currículos escolares e universitários, como feito pela UESC, pode transformar a forma como nos relacionamos conosco mesmos e com o outro, promovendo uma sociedade mais empática e emocionalmente saudável.